# Roemeens voetballer van het jaar
Roemeens voetballer van het jaar is een prijs die elk voetbalseizoen wordt uitgereikt aan de beste Roemeense voetballer. De prijs werd in 1966 voor de eerste keer uitgereikt en wordt sindsdien georganiseerd door de krant  Gazeta Sporturilor. Gewezen voetballers Gheorghe Hagi en Gheorghe Popescu zijn de recordhouders. Zij werden elk zes keer uitgeroepen tot Roemeens voetballer van het jaar. Gedurende de jaren negentig ging de prijs telkens naar Hagi of Popescu. Enkel Adrian Ilie in 1998 was een uitzondering.

## Winnaars
| Jaar | Winnaar           | Club                  | Land                          |
| ---- | ----------------- | --------------------- | ----------------------------- |
| 1966 | Nicolae Dobrin    | FC Argeș Pitești      | Vlag van Roemenië (1965-1989) |
| 1967 | Nicolae Dobrin    | FC Argeș Pitești      | Vlag van Roemenië (1965-1989) |
| 1968 | Florea Dumitrache | Dinamo Boekarest      | Vlag van Roemenië (1965-1989) |
| 1969 | Florea Dumitrache | Dinamo Boekarest      | Vlag van Roemenië (1965-1989) |
| 1970 | Cornel Dinu       | Dinamo Boekarest      | Vlag van Roemenië (1965-1989) |
| 1971 | Nicolae Dobrin    | FC Argeș Pitești      | Vlag van Roemenië (1965-1989) |
| 1972 | Cornel Dinu       | Dinamo Boekarest      | Vlag van Roemenië (1965-1989) |
| 1973 | Ion Dumitru       | Steaua Boekarest      | Vlag van Roemenië (1965-1989) |
| 1974 | Cornel Dinu       | Dinamo Boekarest      | Vlag van Roemenië (1965-1989) |
| 1975 | Ion Dumitru       | Steaua Boekarest      | Vlag van Roemenië (1965-1989) |
| 1976 | Dudu Georgescu    | Dinamo Boekarest      | Vlag van Roemenië (1965-1989) |
| 1977 | László Bölöni     | ASA Târgu Mureș       | Vlag van Roemenië (1965-1989) |
| 1978 | Narcis Coman      | FCM Târgoviște        | Vlag van Roemenië (1965-1989) |
| 1979 | Ștefan Sameș      | Steaua Boekarest      | Vlag van Roemenië (1965-1989) |
| 1980 | Marcel Răducanu   | Steaua Boekarest      | Vlag van Roemenië (1965-1989) |
| 1981 | Ilie Balaci       | Universitatea Craiova | Vlag van Roemenië (1965-1989) |
| 1982 | Ilie Balaci       | Universitatea Craiova | Vlag van Roemenië (1965-1989) |
| 1983 | László Bölöni     | ASA Târgu Mureș       | Vlag van Roemenië (1965-1989) |
| 1984 | Silviu Lung       | Universitatea Craiova | Vlag van Roemenië (1965-1989) |
| 1985 | Gheorghe Hagi     | Sportul Studențesc    | Vlag van Roemenië (1965-1989) |
| 1986 | Helmuth Duckadam  | Steaua Boekarest      | Vlag van Roemenië (1965-1989) |
| 1987 | Gheorghe Hagi     | Sportul Studențesc    | Vlag van Roemenië (1965-1989) |
| 1988 | Dorin Mateuț      | Dinamo Boekarest      | Vlag van Roemenië (1965-1989) |
| 1989 | Gheorghe Popescu  | Universitatea Craiova | Vlag van Roemenië (1965-1989) |
| 1990 | Gheorghe Popescu  | Universitatea Craiova | Vlag van Roemenië             |
| 1991 | Gheorghe Popescu  | PSV                   | Vlag van Nederland            |
| 1992 | Gheorghe Popescu  | PSV                   | Vlag van Nederland            |
| 1993 | Gheorghe Hagi     | Brescia               | Vlag van Italië               |
| 1994 | Gheorghe Hagi     | Brescia               | Vlag van Italië               |
| 1995 | Gheorghe Popescu  | Tottenham Hotspur     | Vlag van Engeland             |

| Jaar | Winnaar            | Club              | Land               |
| ---- | ------------------ | ----------------- | ------------------ |
| 1996 | Gheorghe Popescu   | FC Barcelona      | Vlag van Spanje    |
| 1997 | Gheorghe Hagi      | Galatasaray       | Vlag van Turkije   |
| 1998 | Adrian Ilie        | Valencia CF       | Vlag van Spanje    |
| 1999 | Gheorghe Hagi      | Galatasaray       | Vlag van Turkije   |
| 2000 | Gheorghe Hagi      | Galatasaray       | Vlag van Turkije   |
| 2001 | Cosmin Contra      | Deportivo Alavés  | Vlag van Spanje    |
| 2002 | Cristian Chivu     | Ajax              | Vlag van Nederland |
| 2003 | Adrian Mutu        | Parma FC          | Vlag van Italië    |
| 2004 | Ionel Dănciulescu  | Dinamo Boekarest  | Vlag van Roemenië  |
| 2005 | Adrian Mutu        | Juventus          | Vlag van Italië    |
| 2006 | Nicolae Dică       | Steaua Boekarest  | Vlag van Roemenië  |
| 2007 | Adrian Mutu        | Fiorentina        | Vlag van Italië    |
| 2008 | Adrian Mutu        | Fiorentina        | Vlag van Italië    |
| 2009 | Cristian Chivu     | Internazionale    | Vlag van Italië    |
| 2010 | Cristian Chivu     | Internazionale    | Vlag van Italië    |
| 2011 | Gabriel Torje      | Udinese           | Vlag van Italië    |
| 2012 | Raul Rusescu       | Steaua Boekarest  | Vlag van Roemenië  |
| 2013 | Vlad Chiricheș     | Steaua Boekarest  | Vlag van Roemenië  |
| 2014 | Lucian Sânmărtean  | Steaua Boekarest  | Vlag van Roemenië  |
| 2015 | Ciprian Tătărușanu | Fiorentina        | Vlag van Italië    |
| 2016 | Denis Alibec       | Astra Giurgiu     | Vlag van Roemenië  |
| 2017 | Constantin Budescu | Steaua Boekarest  | Vlag van Roemenië  |
| 2018 | George Țucudean    | CFR Cluj          | Vlag van Roemenië  |
| 2019 | Ionuț Radu         | Genoa CFC         | Vlag van Italië    |
| 2020 | Dennis Man         | FCSB              | Vlag van Roemenië  |
| 2021 | Florin Niță        | Sparta Praag      | Vlag van Tsjechië  |
| 2022 | Nicolae Stanciu    | Wuhan Three Towns | Vlag van China     |
| 2023 | Radu Drăgușin      | Genoa CFC         | Vlag van Italië    |
| 2024 | Dennis Man         | Parma Calcio      | Vlag van Italië    |

Azerbeidzjan · België (HLN · PL) · Bosnië-Herzegovina · Bulgarije · Denemarken · Duitsland · Engeland (PFA · FWA) · Estland · Finland · Frankrijk (FF · UNFP) · Georgië · Gibraltar · Griekenland · Hongarije · Ierland · Israël · Italië · Kazachstan · Kosovo · Kroatië · Letland · Liechtenstein · Litouwen · Luxemburg · Malta · Moldavië · Nederland · Noord-Macedonië · Noorwegen · Oekraïne · Oostenrijk · Polen · Portugal (CNID · PGB) · Roemenië · Rusland ("Futbol" · "Sport-Express") · Schotland (SPFA · SFWA) · Servië · Slowakije · Sovjet-Unie · Spanje (TADS · PDB · LFP) · Tsjechië (ČMFS · KSN) · Wit-Rusland · Zweden · Zwitserland